# Il deserto dei Tartari (film)
Il deserto dei Tartari är en italiensk-fransk-tysk dramafilm från 1976 i regi av Valerio Zurlini.
Filmen är baserad på Dino Buzzatis roman Tataröknen.

## Utmärkelser
Il deserto dei Tartari vann priset David di Donatello för bästa film 1977.

## Roller (urval)
- Jacques Perrin – löjtnant Drogo
- Vittorio Gassman – öveste Filimore
- Giuliano Gemma – major Matis
- Helmut Griem – löjtnant Simeon
- Philippe Noiret – generalen
- Francisco Rabal – marskalk Tronk
- Fernando Rey – överste Nathanson
- Laurent Terzieff – löjtnant von Hamerling
- Jean-Louis Trintignant – major dr Rovine
- Max von Sydow – kapten Ortiz